# یواس‌اس آگوستا (۱۸۵۳)
یواس‌اس آگوستا (۱۸۵۳) (به انگلیسی: USS Augusta (1853)) یک کشتی بود که طول آن ۲۲۰ فوت (۶۷ متر) بود. این کشتی در سال ۱۸۵۳ ساخته شد.